# Hedstarr
Hedstarr (Carex binervis) är en halvgräsart som beskrevs av James Edward Smith. Enligt Catalogue of Life ingår Hedstarr i släktet starrar och familjen halvgräs, men enligt Dyntaxa är tillhörigheten istället släktet starrar och familjen halvgräs. Arten förekommer tillfälligt i Sverige, men reproducerar sig inte. Inga underarter finns listade i Catalogue of Life.

## Bildgalleri

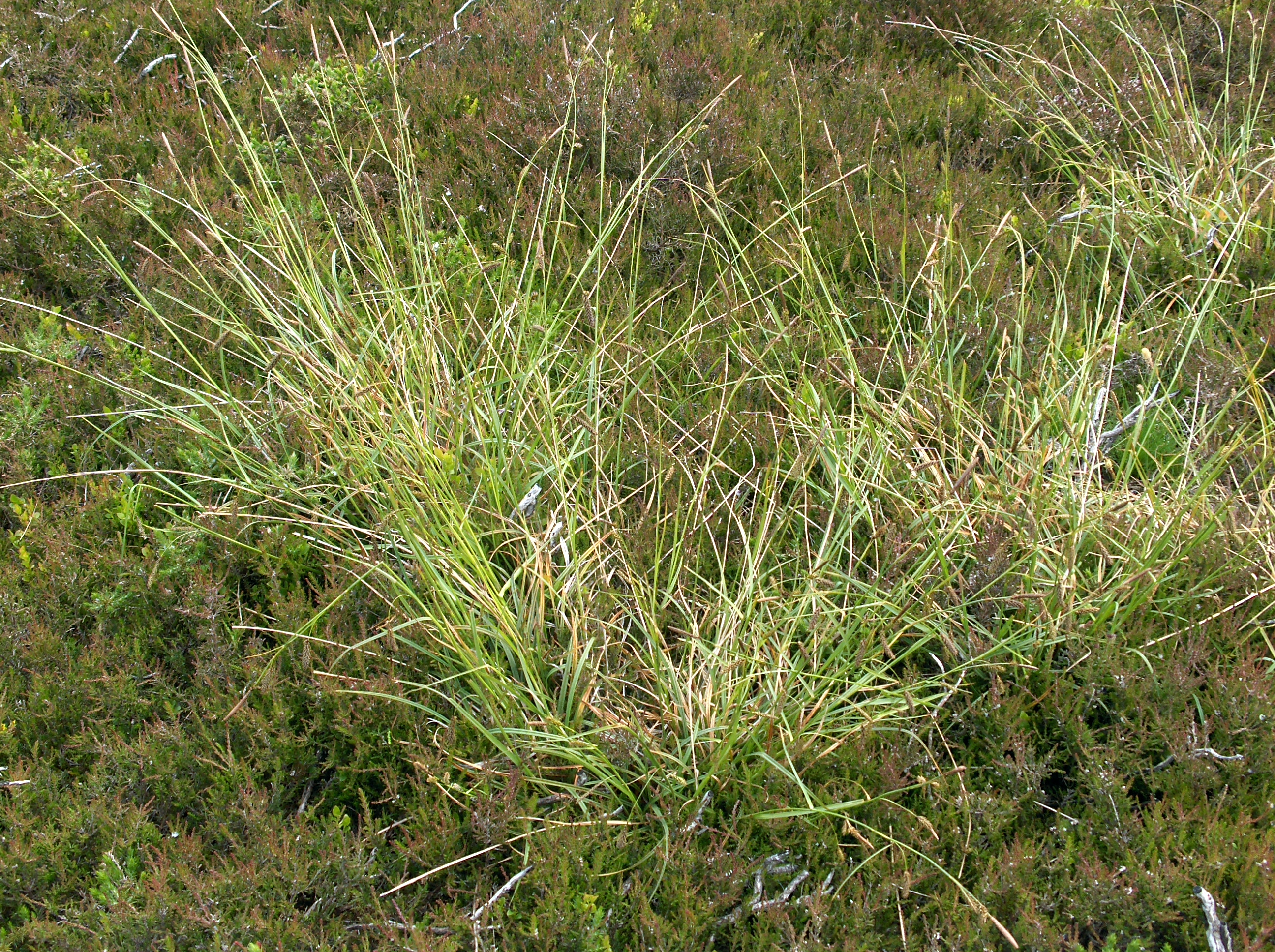
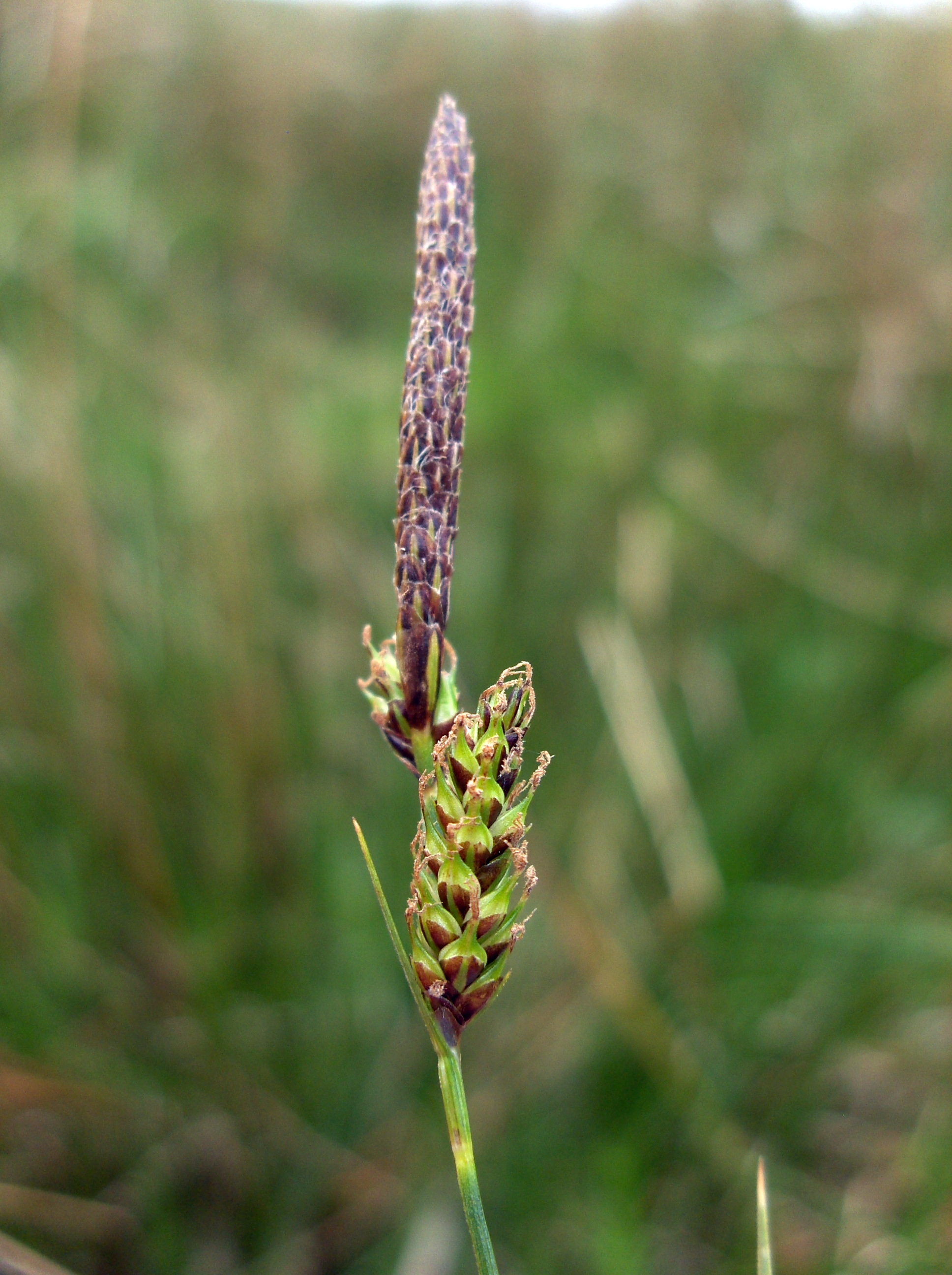
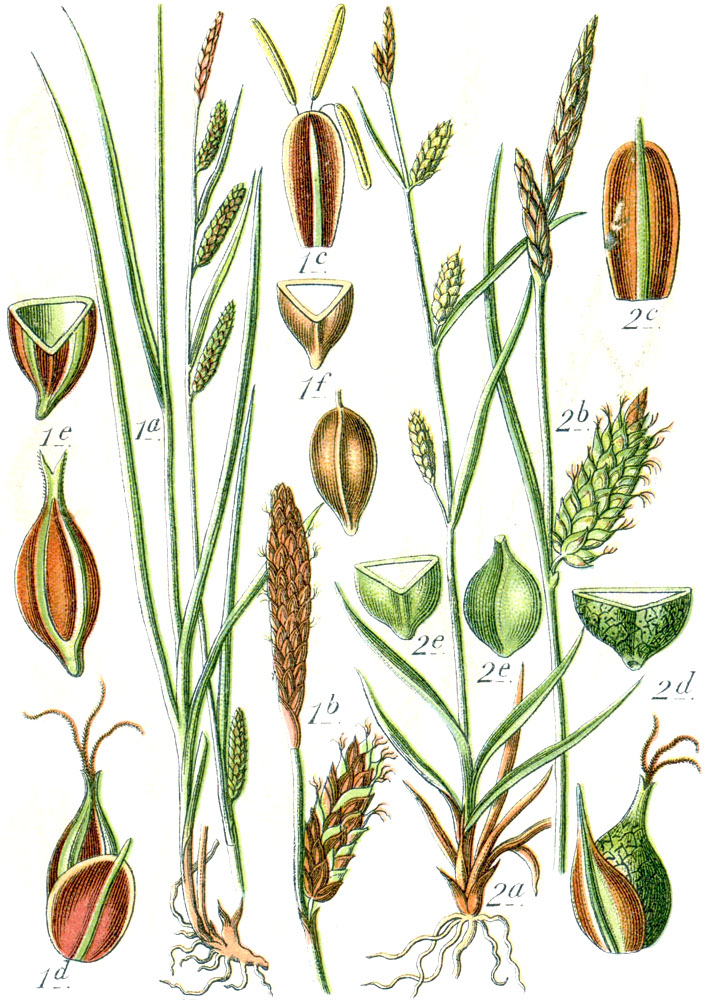
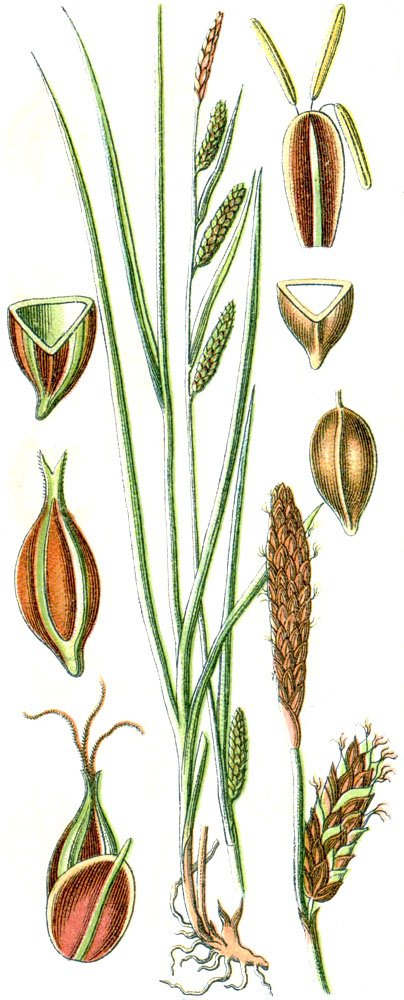